# Liste der Premierminister von Island
Der Premierminister von Island (isländisch: Forsætisráðherra Íslands) ist der Regierungschef Islands. Er wird vom isländischen Präsidenten ernannt und übt zusammen mit dem Kabinett die exekutive Macht aus.
Der erste Premierminister Islands war Hannes Hafstein, der das Amt zwischen 1904 und 1909 innehatte. Seit dem 21. Dezember 2024 ist Kristrún Frostadóttir von der sozialdemokratischen Allianz Premierministerin.

## Liste der Premierminister
| Premierminister              | Amtsantritt   | Amtsaufgabe   | Partei                             |
| ---------------------------- | ------------- | ------------- | ---------------------------------- |
| Hannes Hafstein              | 1. Feb. 1904  | 31. März 1909 | Heimastjórnarflokkurinn            |
| Björn Jónsson                | 31. März 1909 | 14. März 1911 | Alte Unabhängigkeitspartei         |
| Kristján Jónsson             | 14. März 1911 | 24. Juli 1912 | keine Partei                       |
| Hannes Hafstein              | 25. Juli 1912 | 21. Juli 1914 | Sambandsflokkurinn                 |
| Sigurður Eggerz              | 21. Juli 1914 | 4. Mai 1915   | Alte Unabhängigkeitspartei         |
| Einar Arnórsson              | 4. Mai 1915   | 4. Jan. 1917  | Alte Unabhängigkeitspartei         |
| Jón Magnússon                | 4. Jan. 1917  | 7. März 1922  | Heimastjórnarflokkurinn            |
| Sigurður Eggerz              | 7. März 1922  | 22. März 1924 | Alte Unabhängigkeitspartei         |
| Jón Magnússon                | 22. März 1924 | 23. Juni 1926 | Íhaldsflokkurinn                   |
| Magnús Guðmundsson           | 23. Juni 1926 | 8. Juli 1926  | Íhaldsflokkurinn                   |
| Jón Þorláksson               | 8. Juli 1926  | 28. Aug. 1927 | Íhaldsflokkurinn                   |
| Tryggvi Þórhallsson          | 28. Aug. 1927 | 3. Juni 1932  | Fortschrittspartei                 |
| Ásgeir Ásgeirsson            | 3. Juni 1932  | 28. Juli 1934 | Fortschrittspartei                 |
| Hermann Jónasson             | 28. Juli 1934 | 16. Mai 1942  | Fortschrittspartei                 |
| Ólafur Thors                 | 16. Mai 1942  | 16. Dez. 1942 | Unabhängigkeitspartei              |
| Björn Þórðarson              | 16. Dez. 1942 | 21. Okt. 1944 | keine Partei                       |
| Ólafur Thors                 | 21. Okt. 1944 | 4. Feb. 1947  | Unabhängigkeitspartei              |
| Stefán J. Stefánsson         | 4. Feb. 1947  | 6. Dez. 1949  | Sozialdemokratische Partei Islands |
| Ólafur Thors                 | 6. Dez. 1949  | 4. März 1950  | Unabhängigkeitspartei              |
| Steingrímur Steinþórsson     | 4. März 1950  | 11. Sep. 1953 | Fortschrittspartei                 |
| Ólafur Thors                 | 11. Sep. 1953 | 24. Juli 1956 | Unabhängigkeitspartei              |
| Hermann Jónasson             | 24. Juli 1956 | 23. Dez. 1958 | Fortschrittspartei                 |
| Emil Jónsson                 | 23. Dez. 1958 | 20. Nov. 1959 | Sozialdemokratische Partei Islands |
| Ólafur Thors                 | 20. Nov. 1959 | 14. Nov. 1963 | Unabhängigkeitspartei              |
| Bjarni Benediktsson          | 14. Nov. 1963 | 10. Juli 1970 | Unabhängigkeitspartei              |
| Jóhann Hafstein              | 10. Juli 1970 | 14. Juli 1971 | Unabhängigkeitspartei              |
| Ólafur Jóhannesson           | 14. Juli 1971 | 28. Aug. 1974 | Fortschrittspartei                 |
| Geir Hallgrímsson            | 28. Aug. 1974 | 1. Sep. 1978  | Unabhängigkeitspartei              |
| Ólafur Jóhannesson           | 1. Sep. 1978  | 15. Okt. 1979 | Fortschrittspartei                 |
| Benedikt Gröndal             | 15. Okt. 1979 | 8. Feb. 1980  | Sozialdemokratische Partei Islands |
| Gunnar Thoroddsen            | 8. Feb. 1980  | 26. Mai 1983  | Unabhängigkeitspartei              |
| Steingrímur Hermannsson      | 26. Mai 1983  | 8. Juli 1987  | Fortschrittspartei                 |
| Þorsteinn Pálsson            | 8. Juli 1987  | 28. Sep. 1988 | Unabhängigkeitspartei              |
| Steingrímur Hermannsson      | 28. Sep. 1988 | 30. Apr. 1991 | Fortschrittspartei                 |
| Davíð Oddsson                | 30. Apr. 1991 | 15. Sep. 2004 | Unabhängigkeitspartei              |
| Halldór Ásgrímsson           | 15. Sep. 2004 | 15. Juni 2006 | Fortschrittspartei                 |
| Geir Haarde                  | 15. Juni 2006 | 1. Feb. 2009  | Unabhängigkeitspartei              |
| Jóhanna Sigurðardóttir       | 1. Feb. 2009  | 23. Mai 2013  | Allianz                            |
| Sigmundur Davíð Gunnlaugsson | 23. Mai 2013  | 6. Apr. 2016  | Fortschrittspartei                 |
| Sigurður Ingi Jóhannsson     | 7. Apr. 2016  | 11. Jan. 2017 | Fortschrittspartei                 |
| Bjarni Benediktsson jr       | 11. Jan. 2017 | 30. Nov. 2017 | Unabhängigkeitspartei              |
| Katrín Jakobsdóttir          | 30. Nov. 2017 | 9. Apr. 2024  | Links-Grüne Bewegung               |
| Bjarni Benediktsson jr       | 9. Apr. 2024  | 21. Dez. 2024 | Unabhängigkeitspartei              |
| Kristrún Frostadóttir        | 21. Dez. 2024 | Im Amt        | Allianz                            |

Zur Farbgebung: Die Unabhängigkeitspartei ist eine Nachfolgepartei der Konservativen Partei (Íhaldsflokkurinn), die Allianz ist ein Zusammenschluss mehrerer Parteien, darunter der Sozialdemokratischen Partei Islands.